# Béatrice Thiriet
Béatrice Thiriet (París, 4 de maig de 1960) és una música i compositora francesa.

## Biografia
Béatrice Thiriet va descobrir la seva passió per la música molt aviat. Quan només tenia sis anys, la seva primera professora de música va explicar a la seva mare el seu potencial, creient que podria convertir-se en músic professional. Diverses persones més van fomentar aquesta vocació, però durant molt de temps va tenir dificultats per assumir-se com a compositora, per la manca de «models femenins» li impedeix «reclamar aquesta postura».
Formada al conservatori regional de Versalles per Jean Aubain i Solange Anconnat, va passar cap a la composició i l'anàlisi musical. Al mateix temps, la seva formació com a pianista va estar marcada per la trobada amb Mikhail Rudy. La seva vocació musical, l'atracció per l'escriptura i el seu interès pel teatre i el cinema la van portar ràpidament a avançar cap a la música escènica. La música d'òpera i cinema són les seves àrees de predilecció.
Elle reçoit en 2001 le prix Nadia et Lili Boulanger à l'Académie des Beaux-Arts pour la création de son opéra de Chambre : Nouvelles Histoires d'Elle.
El 2001, va rebre el premi Nadia i Lili Boulanger a l'Académie des Beaux-Arts per la creació de la seva òpera de cambra: Nouvelles Histoires d'Elle.
Descoberta al cinema per Pascale Ferran, va escriure la música de Petits arrangements avec les morts el 1993, de L'Âge des possibles el 1994, i de Lady Chatterley el 2006. Treballa amb molts directors i directores, al cinema i a la televisió : Dominique Cabrera, Jacques Deschamps, Radu Mihaileanu, Joël Farges, Marc Esposito, Pierre Javaux, Xavier Durringer, Eyal Sivan.
Com a crítica musical, va col·laborar a l'espectacle de France Musique Pavé dans la mare.
El novembre de 2007, va oferir un programa de ràdio clàssica Femmes de musique els dimecres.
Va dirigir dos curtmetratges Portrait de lettres avec Chœurs i la lettre de Mourad amb France 2 i Mezzo.
També és autora del text i la música d'una obra multimèdia destinada a nens: Bee et Bop per a la Cité de la musique i Sony.

## Obres

### Música clàssica

#### Òpera
- 2001: Nouvelles Histoires d'Elle, òpera de cambra creada al XXè Teatre (premi Nadia i Lili Boulanger a l'Acadèmia de Belles Arts).

#### Obres vocals
- 2006: Vogelstar, melodia per a cor i orquestra, sobre un poema de W A Mozart
- 2000: Lettres d'Algérie, collage per a solista, cor i orquestra de cambra a partir de Lettres d'Algérie publicat per Gallimard.

#### Obres simfòniques
- 2005: L'Invitation au voyage, cinc moviments per a orquestra
- 1987: Mondial Symphonia

#### Teatre musical
- 1987 : Sports et Musiques

#### Música de cambra
- 2003: Fortune Cookies, quatre opus per a piano i poesia xiuxiuejada

### Música de pel·lícula
Llargmetratges de ficció
- Petits arrangements avec les morts de Pascale Ferran (1993)
- L'Âge des possibles de Pascale Ferran (1995)
- L'Autre Côté de la mer de Dominique Cabrera (1996)
- Nadia et les hippopotames de Dominique Cabrera (1999)
- La Voleuse de Saint-Lubin de Claire Devers (1999)
- Méfie-toi de l'eau qui dort de Jacques Deschamps (2000)
- La Fille de son père de Jacques Deschamps (2001)
- Le Lait de la tendresse humaine de Dominique Cabrera (2001)
- Le Cœur des hommes de Marc Esposito (2002)
- Les Enfants du pays de Pierre Javaux (2005)
- Toute la beauté du monde de Marc Esposito (2005)
- Lady Chatterley de Pascale Ferran (2006)
- Serko de Joël Farges (2006)
- Le Cœur des hommes 2 de Marc Esposito (2007)
- Ceux qui restent de Anne Le Ny (2007)
- Les Invités de mon père de Anne Le Ny (2010)
- Au cul du loup  de Pierre Duculot (2012)
- Qissa d'Anup Singh (2013)
- Bird People de Pascale Ferran (2014)
- L'Astragale de Brigitte Sy (2015)
- Corniche Kennedy de Dominique Cabrera (2017)
- Le Chant des scorpions d'Anup Singh (2017)
- Voir le jour de Marion Laine (2020)

Documentals i telefilms
- Ricky de Philippe Setbon (1995)
- Long cours d'Alain Tasma (1996)
- Retiens la nuit de Dominique Cabrera (1998)
- Un spécialiste, portrait d'un criminel moderne (1999) d’Eyal Sivan i Rony Brauman
- Les Vilains de Xavier Durringer (1999)
- Les Oreilles sur le dos de Xavier Durringer (2001)
- Les Pygmées de Carlo de Radu Mihaileanu (2002)
- Alexandra David Neel de Joel Farges (2012)
- Ça ne peut pas continuer comme ça de Dominique Cabrera (2012)
- Ce soir-là de Marion Laine (2018)
- Béatrice Thiriet, L’Odyssée musicale (85 minuts) : documental produït i dirigit per Jérôme Diamant-Berger sobre l'aventura musical del compositor (2022).

Curtmetratges
- Une passion de Yves Bernanos (1998)
- Clemenceau de Henri Diamant-Berger (2012)
- Shooting de Jérôme Diamant-Berger (2011)

## Distincions
Premis
- Premi Nadia i Lili Boulanger de l'Académie des Beaux-Arts en 2001[7]
- Festival Internacional de Programes Audiovisuals 2007: Or FIPA a la millor música de ficció per Lady Chatterley

Nominacions
- César 2015: millor música original per Bird People
- Premi Lumiéres 2016: millor música per L'Astragale